# Емилија Броме
Емилија Броме (швед. Emilia Broomé; Јенћепинг, 13. јануар 1866 — Упланд, 2. јун 1925), позната мононимно као Броме, била је шведска политичарка, феминисткиња и борац за женска права. Била је председница стокхолмског огранка Друштва за право гласа (швед. Stockholmsföreningen för kvinnans politiska rösträtt) од 1902. до 1906. године.

## Биографија
Емилија Авуста Клементина Лотијијус је рођена 13. октобра 1866. године у Јенћепингу. Дипломирала је филозофију и медицину у Упланди 1883. године након које се запослила као учитељица у школи Ане Витлок у Стокхолму. Осам година доцније се удала за Ерика Лудвига Бромеа и узела његово презиме. Била је прва Швеђанка која је била део шведског државног законодавног одбора Лагбереднинген (швед. Lagberedningen) од  1914. до 1918. године. Учествовала је у писању реформисаног закона о браку 1920. године у коме су мушкарци и жене изједначени и имају иста права.